# マス (バリ)
マス村(Desa Mas)は、インドネシア共和国バリ州ギャニャール県ウブド郡の村。ウブド郡の中心であるウブド村の南に位置し、木彫の村として知られる。
ウブドの東隣の村、プリアタンのタガスから南にのびるチョク・ライ・プダク通りが、村の中心街で、木彫細工の店が立ち並ぶ。
一方、ウブド村に近い、村域の北部のプンゴセカンは、バリ絵画の村として知られる。バリ絵画のスタイルのひとつプンゴセカン・スタイルは、この地区で1970年に起こったものである。